# La vita facile (Price)
La vita facile è un romanzo scritto da Richard Price nel 2008. La storia si svolge nel Lower East Side di Manhattan. Racconta le vicende dei due protagonisti: Eric Cash, un direttore di ristorante che vorrebbe fare l'artista e viene coinvolto in una sparatoria, in cui perde la vita il suo giovane collega Ike, e il poliziotto della omicidi, Matty Clark, titolare dell'indagine. I temi sono la violenza, il razzismo, la vita disperata nei quartieri proletari del Lower East Side e la possibilità di una redenzione attraverso la sofferenza: il New York Times scrive che La vita facile è "un ritratto viscerale e dirompente di New York City" e che "nessuno scrive dialoghi meglio di Richard Price: né Elmore Leonard, né David Mamet, e nemmeno David Chase.

## Origine
Scritto dopo Samaritan, La vita facile è ambientato nel Lower East Side di Manhattan, sulla sponda opposta dell'Hudson rispetto a Dempsy, dove erano ambientati i precedenti Clockers e Freedomland. In un'intervista a Vulture, Price spiega perché è sceso nel Lower East Side:- "Clockers è stato ambientato a Dempsy, nel New Jersey, in gran parte perché non potevate collaborare con la polizia di New York per la ricerca. Che cosa è cambiato questa volta? Un colpo di fortuna. Normalmente, se si passa attraverso i canali ufficiali è meglio lasciar perdere - non è possibile ottenere il permesso di pattugliare con la polizia. Uno dei miei amici è Michael Daly del Daily News, e penso che abbia fatto una telefonata che ha ottenuto il risultato voluto. Ho avuto il permesso di andare a parlare con il comandante del 7º Distretto di Pitt Street, e per fortuna, aveva letto alcune delle mie cose e ha detto: "Che cosa vuoi?" È stato paralizzante. Nessuno me lo aveva mai chiesto, e io non riuscivo a pensare a una risposta. Non capivo nemmeno qual era la domanda. Non sono mai andato in giro pensando voglio scoprire questo, questo e questo. Volevo sapere cose specifiche di quello che esisteva prima: mi rendo conto che non so niente di loro".. Le circostanze dell'omicidio per rapina ricordano l'uccisione dell'attrice Nicole DuFresne

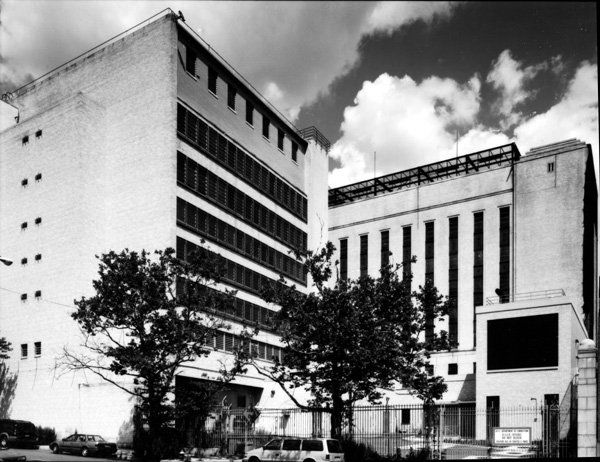
New York City - Edificio carcerario

## Struttura
È un romanzo con due personaggi principali: Eric Cash, ormai non più giovane aspirante scrittore e Matty Clark, detective di origine irlandese che dirige le indagini sulla morte di Ike, amico di Cash. Le loro storie si intrecciano con quelle di decine di protagonisti della vita del Lower East Side (LES). I vari mondi che vi convivono sono messi allo scoperto dalla penna rapida e impietosa di Price: cinesi omertosi, giovani hipster con troppo talento per fare i camerieri e troppo poco per sfondare a Hollywood, poliziotti cinici che si scaricano le responsabilità e portano avanti stancamente una routine che è fatta di ingiustizie, dolore, frustrazione, rabbia. Richard Price è nato nel Bronx ed è famoso per i suoi romanzi urbani come Clockers e Freedomland: Lush Life, il suo primo romanzo in cinque anni, è stato descritto dal critico del Times Michiko Kakutani come "un viscerale ritratto di New York" Il Lower East Side stesso è il personaggio principale di Lush Life, e Price ha trascorso gli ultimi anni immergendosi completamente nelle sue strade. Dice Price: - "Ci sono circa cinque mondi laggiù, e sono ignari l'uno dell'altro. Beh, ogni tanto un po' di questi mondi si scontrano, e quando lo fanno di solito succede in un angolo di strada, alle quattro del mattino. I ragazzi dai projects sanno che i bianchi hanno i soldi in tasca e - puntandogli una pistola in faccia - di solito si può rimediare qualcosa per comprare un po' di take-away cinese. Il reporter Charles McGrath recentemente ha trascorso un pomeriggio divertente passeggiando per il LES con l'autore, che si è fermato al Bar Liquor Schiller, il modello per il ristorante che Eric Cash gestisce nel libro. Schiller è fatto per assomigliare ad una farmacia degli anni venti, con mobili recuperati da vecchi magazzini. Proprio come il quartiere che lo circonda, "è tutto un palcoscenico, e ora è diventato - in un certo senso - venerabile."

## Personaggi principali
- Eric Cash, trentaquattro anni, aspirante scrittore, direttore del Berkmann, ristorante di tendenza ricavato da un vecchio palazzo nel Lower East Side. La vita facile del titolo è la sua: abile nel selezionare i clienti e metterli a proprio agio, convinto di essere solo momentaneamente prestato alla ristorazione, sicuro che il successo lo attenda, come scrittore, o forse sceneggiatore. Solo troppo tardi si rende conto che la vita gli è scivolata tra le mani e si ritrova, come in un incubo, faccia a faccia con i propri fallimenti[5].
- Ike Marcus, giovane brillante, momentaneamente lavora come barista al Berkmann, in realtà, come molti camerieri, fattorini, lift, è solo in attesa di un'occasione per lanciarsi sulla scena artistica di Manhattan. La sua occasione la trova alle quattro di mattina, all'angolo di una strada, e ha il calibro di un'arma leggera, la 22, tenuta come nei film gangster[6]: orizzontale e con il braccio alzato.
- Steve Boulaware, compagno di baldorie, troppo ubriaco per reagire alla rapina, ma non per testimoniare e confermare la versione di Cash
- NYPD Detective Matty Clark, un po' avanti con gli anni, irlandese, mascella volitiva, ex giocatore di football. Non crede alla versione dei fatti raccontata da Cash e continua le indagini, anche dopo che tutti i suoi capi vorrebbero semplicemente dimenticare il caso.
- Yolonda, agente di polizia, latina, proveniente dai projects, capace di empatia (vera o simulata) verso gli arrestati. Una maga dell'interrogatorio.
- Billy Marcus (padre di Ike), ingegnere, rimane sconvolto dalla morte del figlio e cerca di collaborare, mettendo sempre più in pericolo se stesso e Matty, che non riesce a contenerne la deriva psicopatica.
- Minnette madre adottiva, seconda moglie di Billy, una donna forte di cui Matty si innamora senza conseguenze.
- Tristan un aspirante gangster e poeta rap, sociopatico, vive bloccato in una convivenza impossibile con amici e parenti, nei casermoni di edilizia popolare. Deve sopportare il patrigno alcolista che lo mena, gli amici che lo sfottono perché è grasso e ha una vistosa cicatrice sotto la bocca.
- Lower East Side di Manhattan, LES a est di Chinatown e a sud dell'East Village, è il protagonista di milioni di storie, iniziate cinque generazioni prima, con lo sbarco di ebrei, cinesi, africani e altri migranti marginali, scaricati a terra da Ellis Island.

New York City - Lower Manhattan da Staten Island Ferry

## Trama
Quando Eric Cash riporta la sua versione dei fatti al Detective Matty, questi non gli crede: Cash sostiene che un latino e un afroamericano hanno sbarrato la strada a lui e ai suoi due amici, con una pistola in pugno, chiedendo soldi. Cash ha prontamente consegnato il portafoglio, Steve, troppo ubriaco per reagire è caduto, mentre Ike ha affrontato i due dicendo qualcosa del tipo "non questa sera bello!". In risposta si è beccato una pallottola calibro 22 che l'ha ucciso sul colpo. Poi Cash sarebbe corso verso un palazzo adiacente e - con il cellulare - avrebbe cercato di chiamare ripetutamente la polizia. Peccato che queste chiamate non risultino nell'elenco del suo telefono e - due testimoni, che giurano di non aver notato gli aggressori - l'abbiano visto scappare con qualcosa in mano che ha poi gettato via. Cash viene portato al distretto e torchiato. Nelle mani di Matty e Yolonda, senza venire accusato formalmente di omicidio, per evitare che chieda un avvocato, viene trattenuto per ore in un ufficio maleodorante dove subisce la massima pressione, finché, su indicazione dei capi, viene arrestato e spedito alle "Tombe", con l'accusa di omicidio volontario. Nel frattempo si cerca la pistola, ma i rinforzi, chiesti da Matty, non arrivano. Impegnati in altri avvenimenti più importanti, i capi della polizia, e i media che li seguono, tendono ad archiviare rapidamente i casi che non si evolvono in modo spettacolare. Matty però, è testardo e - grazie a approfonditi interrogatori, ricostruisce una scena del crimine molto vicina a quella descritta da Cash. Il giorno dopo, quando Steve si riprende dalla sbornia, effettivamente conferma la versione di Cash: Ike si è buttato contro la pistola gridando "non stanotte bello!". Cash viene liberato dalle Tombe con tante scuse. La sua vita è però spezzata. È stato aggredito e umiliato. È terrorizzato e si rifiuta di collaborare, ulteriormente, con la polizia. Non solo tutte le sue illusioni sono cadute, ma si trova di fronte al fallimento completo della propria vita: non finirà la sceneggiatura che ha iniziato, la fidanzata lo lascia e - al ristorante dove godeva di un'alta considerazione da parte dei colleghi e dei subordinati - iniziano a considerarlo un appestato. La vita facile diventa impossibile, Cash cerca di rifarsi entrando nel giro della coca ma viene picchiato selvaggiamente e rapinato (ha un piccolo precedente su nel Nord per spaccio di coca, ma qui siamo a Manhattan), segue il funerale di Ike ma - invece di commuoversi - gli invidia la festa e la partecipazione di tante persone che lo apprezzavano e gli volevano bene. Pensa che al suo funerale non ci sarà nessuno e comincia a coltivare idee suicide.
Le indagini, sia pure a rilento, vanno avanti. Vengono perquisiti i ragazzini in strada e rivoltati gli appartamenti dei sospetti. Ogni fermo di polizia, anche per una stupidaggine, si conclude con il ricatto: "Dimmi qualcosa sulla pistola che ha sparato o su qualsiasi pistola che conosci, oppure...". Anche la vita di Tristan, il diciottenne gangster che ha ucciso Ike, in preda al terrore, in quell'alba tragica, diventa sempre più difficile. Si rifugia nelle poesie che scrive sul suo quadernetto. Amici e ragazze lo evitano o lo sfottono. Il patrigno lo mena, i "criceti" come chiama i tre fratellastri più piccoli, lo ossessionano. Solo nel contatto con la sua pistola, che porta infilata nei pantaloni, trova un conforto che traduce in versi deliranti:
"La droga è più veloce, più atroce
il sangue scorre a fiumi
il mondo va in frantumi
la strada è il nostro regno
e noi lasciamo il segno
contro le pressioni
le assurde imposizioni.
Sono un duro un assassino
scateno un gran casino
per cui stai molto attento
perché sono un violento"
Non lo salveranno da una condanna a venticinque anni. Cash, aiutato dal suo mentore Steel, proprietario del ristorante, se ne va a Atlantic City dove - all'ombra dei casinò e del gioco d'azzardo - aprirà un nuovo Berkmann, ancora più fasullo e di successo del primo: "è tutto un palcoscenico, e ora è diventato - in un certo senso - venerabile."

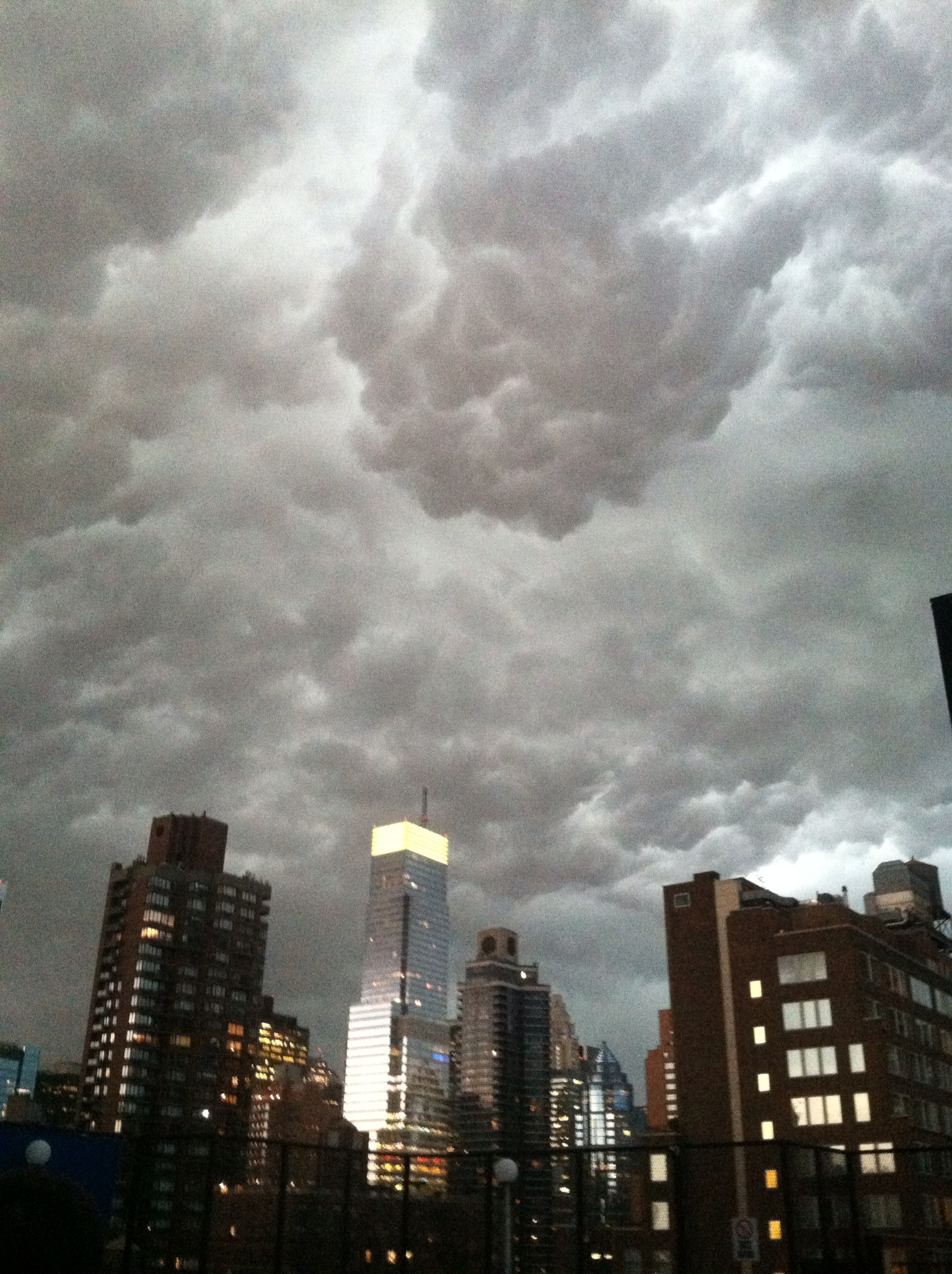
Nubi e tempesta sopra New York

## Citazioni
- "Okay. Il tizio con la calibro 22… C'era qualcos'altro, a parte la differenza nel colore della pelle, che le ha fatto pensare che fosse ispanico e non nero?" "Non saprei". Eric si strinse nelle spalle. "Perché qualcuno dovrebbe sembrarle irlandese invece che italiano?" "Perché gli piace più bere che scopare" disse Yolonda.
- A station wagon coming off the bridge pulls abreast of them at the Delancey Street light, the driver a tall, gray, long-nosed man sporting a tweed jacket and Cuffney cap. "The Quiet Man," Geohagan murmurs. "That'll do, pig," Scharf adds. Lugo, Daley, Geohagan, Scharf; Bayside, New Dorp, Freeport, Pelham Bay, all in their thirties, which, at this late hour, made them some of the oldest white men on the Lower East Side.
- "For starters, you know who you bought this shit from, right?" "I don't know any guns, man. You got forty dollars a weed there. I paid for it with my own money, 'cause it helps me relax, helps me party. Everybody I know is like, go to work, go to school, get high. That's it."
- Il mattino dopo, dando le spalle allo scompiglio lasciato dai suoi figli, Marty si affacciò con una tazza di caffè in mano alla balaustra del suo terrazzo ricoperto di erba sintetica la diciassettesimo piano e abbassò gli occhi sulle strade vicine verso ovest, una scacchiera di demolizione e ripristino che non sembrava risparmiare alcun appezzamento, alcun caseggiato: poi guardò il quartiere finanziario a sud e l'assenza delle Torri. Immaginava sempre che il levigato palazzo di ossidiana che dall'anno prima dominava il panorama provasse imbarazzo, come qualcuno che fosse stato rivelato nella sua nudità da una tenda da doccia scostata all'improvviso.
- "Sa" disse Marcus rivolgendosi a un punto in secondo piano dietro Matty, "quando sono piccoli li ami, ne sei fiero, e quando crescono lo sei ancora, ma trovi bizzarro che altre persone, persone nuove, vedano tuo figlio e pensino: ‘Ecco un giovane, un giovane adulto che fa bene questo e quest'altro'. E tu assisti a quell'accettazione da parte degli altri, a quel rispetto, a quella serietà, e non puoi fare a meno di ridere, di pensare: ma come? Ma quale giovane? Questo è Ikey, non credereste alle stronzate che faceva da ragazzo, eppure eccolo lì che ottiene rispetto, e non è che io non ce l'abbia, io per primo, ma ho sempre voglia di ridere, non ridere per sminuirlo, ridere come per dire: ‘Andiamo, stiamo parlando di Ike…'"
- "Allora, come va?" chiese Yolonda. "State scuotendo l'albero per noi?" - "Quale?" fece Lugo. "È la foresta di Sherwood, là fuori".
- "E al Cry com'è andata?" - "Com'è andata? Passano cinque minuti e Ike scompare con una ragazza trovata lì al bancone". "Scompare dove?" chiese Yolonda. Eric la guardò di nuovo. "È per questo che si dice 'scompare'".
- Se mai avesse un'idea originale, gli creperebbe di solitudine.
- Alessandra perlustrava lentamente la stanza con lo sguardo mordicchiandosi la nocca del pollice, abitudine di cui Eric si era scordato e che adesso gli faceva provare qualcosa, ma non abbastanza.
- Sti ragazzi che girano come se fossero i protagonisti del film della loro vita… non hanno idea.

## Recensioni
- Definire La vita facile, ultimo romanzo di Richard Price, un poliziesco, sarebbe come dire che I promessi sposi è una storia d'amore.

Panorama
- «Finalmente il romanzo sulla New York del XXI secolo che stavamo aspettando».

Gary Shteyngart
- «Con La vita facile Richard Price è diventato il nostro Balzac post-moderno… Spero proprio che i nostri nipoti lo leggeranno un giorno per capire che cos'era veramente quest'inizio del XXI secolo».

Russell Banks
- «Nessuno scrive dialoghi migliori di quelli di Richard Price – nessuno, nemmeno Elmore Leonard, David Mamet o David Chase… Un grande romanzo che si snoda lentamente per mostrare lo scontro tra culture – tra polizia e cittadini, aspiranti artisti, colletti blu schiavi di uno stipendio e ragazzi di quartiere – mentre delinea ambizioni, risentimenti e calamità familiari di personaggi memorabili».

New York Times
- «Richard Price è il più grande scrittore di dialoghi che l'America abbia mai prodotto. Ironico, divertente e tragico, La vita facile è il suo capolavoro. Dubito che qualcuno potrà scrivere un romanzo così buono per un lungo, lunghissimo tempo».

Dennis Lehane
- «La commedia umana di un Balzac newyorchese… Dramma del caos urbano in forma di poliziesco, La vita facile è il perfetto romanzo della New York d'oggi».

D-la Repubblica

## Significato letterario
In Lush Life, Price riunisce i suoi molti talenti, per creare la sua opera più potente e galvanica, un romanzo che mette in mostra la sua simpatia e la sua conoscenza della strada e tutte le sue doti di scrittore e sceneggiatore: la sua grintosa prosa lirica, il suo senso del ritmo cinematografico, la sua conoscenza misteriosa dei recessi del cuore dei suoi personaggi. Lush Life è un romanzo che ci dà un ampio, ritratto di un piccolo angolo di New York (nel Lower East Side di qualche anno fa, a quel punto cardine nel tempo, quando i giovani hipsters cominciavano a spingere fuori gli immigrati e i poveri dal quartiere, in un processo di gentrification), un romanzo che cattura il fascino magnetico di Manhattan dei sognatori e vagabondi, e la sua capacità di distruggere i deboli e gli sfigati, trasformando i loro sogni in delusione e rabbia.
Al livello più elementare, Lush Life è un police procedural, e possiede tutto l'apparato di suspense di un giallo. Ma come The Wire, la serie HBO sui poliziotti e trafficanti di droga (che Price ha scritto per la TV), trascende la formula episodica di spettacoli come CSI e Law & Order, che hanno inizi convenzionali, e finali prevedibili. Lush Life in effetti inizia con un omicidio e finisce, più o meno, con l'arresto e la confessione del pistolero, ma la sua sanguigna narrativa va ben oltre i confini di questo genere, e mostra le conseguenze che questo omicidio ha, sulla vita di tutti i soggetti coinvolti, dalla famiglia della vittima alla polizia che indaga, dei testimoni e sospetti fino alla realtà sociologica che definisce il colpevole. Si tratta di un romanzo che si srotola lentamente per mostrare lo scontro tra culture diverse: - tra poliziotti e civili, artisti, aspiranti operai, schiavi salariati e Homie dei Projects, anche quando delinea le ambizioni e i risentimenti, le calamità familiari, condivise da personaggi le cui vite convergono, attraverso il più casuale degli eventi: una morte non voluta.

## Edizioni
Rilegato: 505 pagine
Editore: Giano (1º gennaio 2008)
Collana: Nerogiano
Lingua: Italiano
ISBN 8862510241
ISBN 978-8862510240
Brossura: 508 pagine
Editore: BEAT (6 luglio 2011)
Collana: BEAT
Lingua: Italiano
ISBN 8865590173
ISBN 978-8865590171
Formato Kindle
Dimensioni file: 686 KB
Lunghezza stampa: 484
Numeri di pagina fonte ISBN 0-312-42822-7
Editore: Farrar, Straus and Giroux; 1st edizione (1º aprile 2010)
Venduto da: Amazon Media EU S.à r.l.
Lingua: Inglese
ASIN: B00139XS1U
Rilegato: 455 pagine
Editore: Farrar, Strauß and Giroux; 1 edizione (marzo 2008)
Collana: Farrar, Strauß and Giroux
Lingua: Inglese
ISBN 0374299250
ISBN 978-0374299255
Brossura: 455 pagine
Editore: Bloomsbury Publishing Inc; Trade Paperback. edizione (marzo 2009)
Lingua: Inglese
ISBN 0747596778
ISBN 978-0747596776